# Polypogon carpathica
Polypogon carpathica är en fjärilsart som beskrevs av Norman 1894. Polypogon carpathica ingår i släktet Polypogon, som ingår i underfamiljen sprötflyn till familjen näbbflyn; men har ansetts tillhöra familjen nattflyn. Inga underarter finns listade i Catalogue of Life.